# كارل بلاو
كارل بلاو (بالإنجليزية: Karl Blau)‏ هو مغني ومغن مؤلف أمريكي، ولد في 1975.

## وصلات خارجية
- كارل بلاو على موقع ميوزك برينز (الإنجليزية)
- كارل بلاو على موقع ديسكوغز (الإنجليزية)